# Вале-Формозу
Вале-Формозу (порт. Vale Formoso)  —  район (фрегезия) в Португалии,  входит в округ Каштелу-Бранку. Является составной частью муниципалитета  Ковильян. По старому административному делению входил в провинцию Бейра-Байша. Входит в экономико-статистический  субрегион Кова-да-Бейра, который входит в Центральный регион. Население составляет 640 человек на 2001 год. Занимает площадь 11,49 км².
Покровителем района считается Святая Анна (порт. Santa Ana). 